# Condom, Gers
Condom là một xã trong vùng Occitanie, thuộc tỉnh Gers, quận Condom (Unterpräfektur) tổng, tổng Condom. Tọa độ địa lý của xã là 43° 57' vĩ độ bắc, 00° 22' kinh độ đông. Condom nằm trên độ cao trung bình là 82 mét trên mực nước biển, có điểm thấp nhất là 62 mét và điểm cao nhất là 190 mét. Xã có diện tích 97,37 km², dân số vào thời điểm 1999 là 7251 người; mật độ dân số là 74 người/km².

## Thông tin nhân khẩu
| 1926  | 1931  | 1936  | 1946  | 1954  | 1962  | 1968  | 1975  | 1982  | 1990  | 1999  |
| ----- | ----- | ----- | ----- | ----- | ----- | ----- | ----- | ----- | ----- | ----- |
| 6.355 | 6.310 | 6.233 | 6.725 | 6.781 | 6.850 | 7.326 | 7.853 | 7.634 | 7.717 | 7.251 |

## Các thành phố kết nghĩa
- Grünberg, Đức,
- Toro, Tây Ban Nha,

## Địa điểm tham quan
- Nhà thờ lớn Saint-Pierre auf.
- Hôtel de Cugnac